# Rignano sull'Arno
Rignano sull'Arno (pronuncia: /riɲˈɲano sulˈl arno/) è un comune italiano di 8 504 abitanti della città metropolitana di Firenze in Toscana.

## Geografia fisica
- Classificazione sismica: zona 3 (sismicità medio-bassa), Delibera GRT n.421 del 26/05/2014
- Classificazione climatica: zona D, 1944 GG
- Diffusività atmosferica: alta, Ibimet CNR 2002

## Origini del nome
Il toponimo Rignano trae il nome da un appezzamento agricolo (pagus Herannianus) situato, con buona probabilità, nell'area dove in seguito verrà costruita la Pieve di San Leolino. Il nome di Rignano, infatti, ha seguito nella sua storia lo sviluppo del paese: dapprima legato alla Pieve, passò poi successivamente al Castello e al ponte sull'Arno.

## Storia

### Le origini e il Medioevo
Un primo impulso al popolamento della zona lo ha sicuramente dato la presenza della Via Cassia Adriana che, nel suo itinerario da Arretium verso Faesulae e Florentia attraversava l'Arno dove oggi è l'attuale ponte sull'Arno. Tuttavia, le prime tracce di un centro abitato non sembrano rintracciabili prima del XII secolo quando, secondo Emanuele Repetti, se ne conosce l'esistenza a seguito di «un privilegio concesso dall'Imperatore Arrigo VI nel 1191 alla badessa e monache del vicino Monastero di Sant'Ellero, e conferma loro fra i molti beni che possedevano anco quelli di Rignano, nei quali possessi più tardi sottentrarono i monaci di Vallombrosa».
Il primo abitato si sviluppò lentamente durante il medioevo lungo la strada menzionata ed aveva come capisaldi, oltre ad un guado o forse più tardi un ponte, alla millenaria Pieve di San Leolino già esistente, anche il castello sul poggio del Castelluccio sopra di essa, dove si trovano ancora i ruderi. Il castello, appartenuto all'abbazia di Vallombrosa, si deteriorò ben presto tanto da essere annoverato, negli atti del monastero di Coltibuono, come "castello vetero de Rignano" già nel 1170. Tra il tardo XII e l'inizio del XIII secolo ne furono signori gli Ubertini, legati ai Conti Guidi, mentre dalla metà del XIII secolo il territorio rignanese cominciò ad essere oggetto dell'espansione fiorentina tanto che Il castello fu ricostruito per il controllo fiorentino del territorio e poi passò dagli anni novanta del Duecento sotto la proprietà fiorentina dei Mozzi, che ebbero all'interno del castello anche un loro palatium. A seguito del fallimento della banca dei Mozzi nel 1308 le loro proprietà rignanesi ed il castello passarono ai Bardi. Un ramo di questa famiglia fu coinvolto nella congiura di Ognissanti del 1340 contro il governo fiorentino ed i loro possedimenti furono quindi saccheggiati o distrutti, compreso il castello di Rignano che fu poi più ricostruito nel 1371.
Tra le "leghe", composte da più "popoli" (parrocchie) e pivieri, con le quali il contado fiorentino organizzò il proprio territorio a partire dalla metà del XIII secolo, nel 1309 viene ricordata la «liga de Rignani sive sancti Cervasi», più piccola di altre confinanti. Nonostante la costruzione del ponte mediceo di Rignano intorno al 1300, il capoluogo rimase a lungo composto da poche case sparse lungo la direttrice di attraversamento del fiume Arno. L'abitato ebbe operante, già dal 1426, lo spedale dei SS. Filippo e Giacomo per l'assistenza ai viandanti.

### Periodo mediceo
In epoca medicea l'abitato è un tranquillo borgo di contado adiacente al ponte, del quale non si hanno, per l'epoca moderna, molte notizie. Durante il XVI secolo il paese, conosciuto come Ponte a Rignano, aveva per tradizione un proprio mercato che fu interrotto solo per qualche anno per gli effetti dell'assedio di Firenze del 1530. 
Preponderante era l'attività agricola, in particolare la conduzione a mezzadria, di colture promiscue, tra le quali, preponderanti, la vite e l'ulivo. Il territorio fu prediletto da diverse famiglie nobili fiorentine che nel medioevo vi costruirono case da signore, poi dal Cinquecento in poi, fattorie e ville, fino a tutto il Seicento e il Settecento, così che la grande maggioranza degli abitanti rimase sempre ad abitare nelle case sparse nella campagna, senza che si formasse un vero aggregato urbano.

### Periodo lorenese e Ottocento
Il 13 febbraio 1773 il Granduca Pietro Leopoldo abolì la ripartizione in leghe per costituire le comunità. Nasce così la Comunità di Rignano dalle ceneri della precedente lega: fu formata da 15 popoli che furono distaccati dalla Podesteria di Pontassieve per essere inserita nel Vicariato di San Giovanni. Nel 1835 fu istituito un mercato settimanale al lunedì e la fiera da svolgersi ogni primo lunedì di maggio.
L'impulso maggiore allo sviluppo arriva subito dopo l'Unità d'Italia con la costruzione della linea ferroviaria Firenze - Roma che ha dotato l'abitato di una propria stazione che, a lungo, ha servito anche il vicino comune di Reggello e le relative adiacenti frazioni di San Clemente e Leccio. L'inaugurazione della linea, avvenuta nel 1866, contribuì anche allo sviluppo sociale del paese che, tra il 1875 e il 1880, vide la costruzione del Municipio e una serie di iniziative pubbliche e private che portarono a un'espansione urbanistica dell'abitato.
Lo scalo ferroviario per tutto il secolo divenne il riferimento per i prodotti agricoli rignanesi e le fattorie ne ebbero notevoli vantaggi.
Intanto, dopo la breve esperienza di inizio Ottocento di una fabbrica di colla, attorno al 1880 iniziano anche le prime attività industriali. Attorno al 1880 fu impiantata una cartiera e si costruì uno stabilimento per la produzione di cementi e calci idrauliche per sfruttare i giacimenti di calcare delle colline immediatamente adiacenti alla stazione.

### Dal 1900 ai giorni nostri
La popolazione del territorio comunale aumentò in maniera considerevole, grazie anche allo sviluppo del cementificio, fino al 1917 quando si toccarono i 6 954 abitanti. Urbanisticamente Rignano, che per secoli era rimasto un abitato di limitata estensione, tra i due capi del ponte assieme alla frazione di San Clemente, cambiò fisionomia. Tra il 1920 e il 1930 si arricchisce delle schiere di case che caratterizzato il centro di Viale Vittorio Veneto e Via Piave, mentre una lunga serie di villini vengono costruito lungo le pendici della collina. Nel 1922, assieme al raddoppio ferroviario della linea nazionale, viene costruito il lungo viadotto ad arcate che ancora oggi affianca l'Arno. In questi anni sorsero anche alcune opere pubbliche di notevole rilievo tra cui un teatro, un asilo, il campo sportivo ed i macelli pubblici.

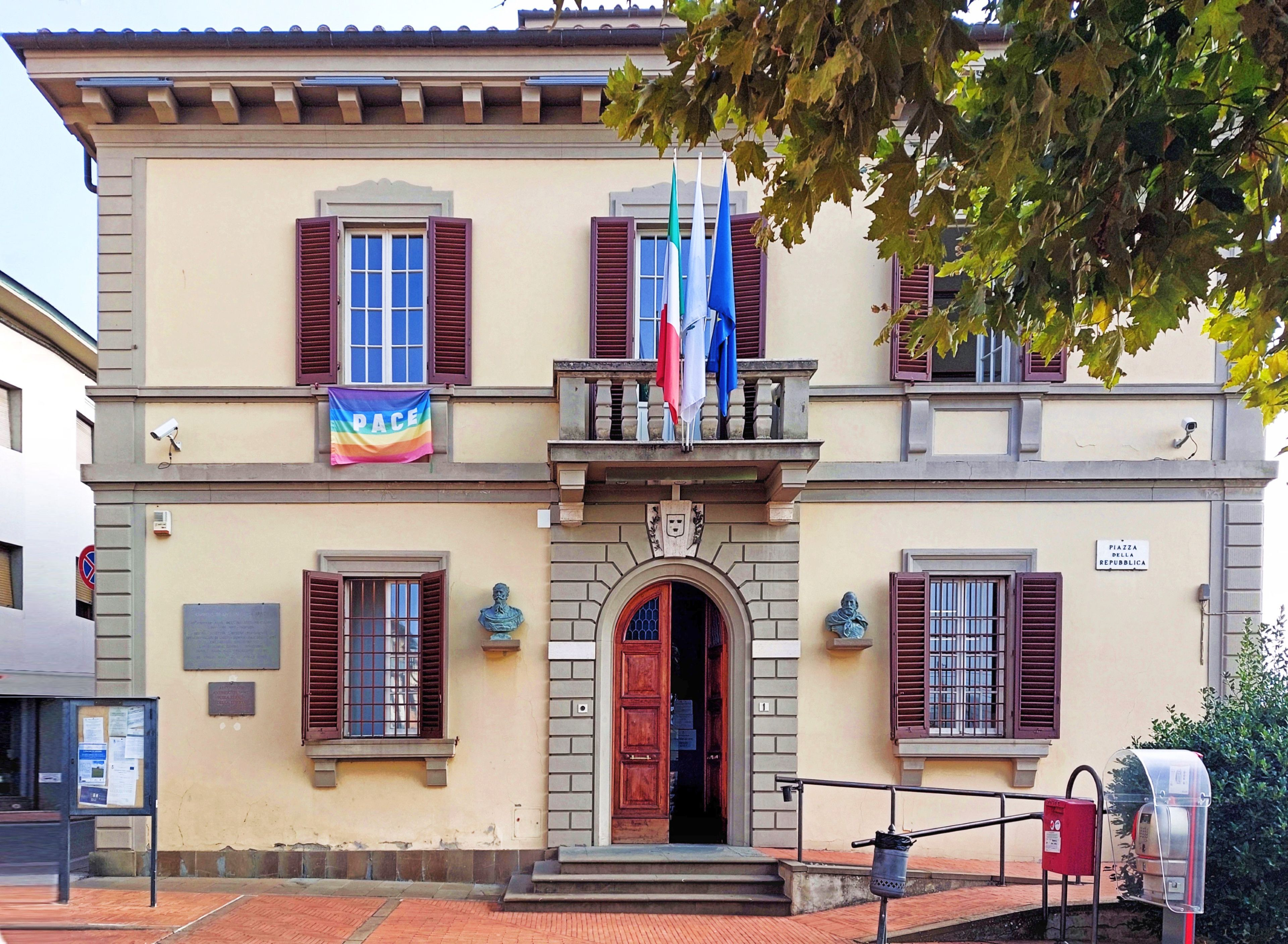
Il Municipio di Rignano sull'Arno

La popolazione rimane stabile tra le due guerre per calare sensibilmente dal censimento del 1961 in poi.
Gravissimi furono comunque i danni apportati dalla Seconda guerra mondiale. Il ponte di Rignano fu distrutto assieme alla stazione ferroviaria e al Palazzo Comunale. Crollarono anche buona parte delle abitazioni centrali e quelle della vicina San Clemente mentre il cementificio fu bombardato pesantemente. Il 3 agosto 1944, nelle vicinanze della frazione di Troghi, avvenne la strage della famiglia Einstein, in cui la moglie e le figlie di Robert Einstein, cugino del celebre fisico Albert Einstein, furono uccise, verosimilmente come rappresaglia contro di lui, da un reparto delle SS.
L'opera di ricostruzione permise di riattivare gran parte delle vie di comunicazione già tra il 1946 e il 1947, mentre negli anni successivi venne completata (1954) anche una nuova chiesa cittadina che si affiancò alla Pieve di San Leolino che lentamente cadde in disgrazia.
Il paese lentamente iniziò anche ad espandersi in nuove direttrici, verso la Pieve e verso il Pian dell'Isola. A partire dalla fine degli anni 1970 lo sviluppo si è accelerato in quanto il capoluogo e le sue frazioni hanno conosciuto una rapida crescita demografica favorita anche dallo spostamento di molti cittadini fiorentini dell'area urbana verso le zone periferiche della Provincia.
Da ricordare, tra i vari avvenimenti legati all'Arno, che il 4 novembre 1966 il fiume sfiorò secondo alcune stime 3.540 m³/s a Rosano.

### Simboli
Lo stemma e il gonfalone sono stati concessi con DPR del 5 settembre 1995.
Stemma.
Lo stemma comunale appare per la prima volta nel 1847 e si rifà al blasone della famiglia fiorentina dei Da Rignano.
Gonfalone

## Monumenti e luoghi d'interesse

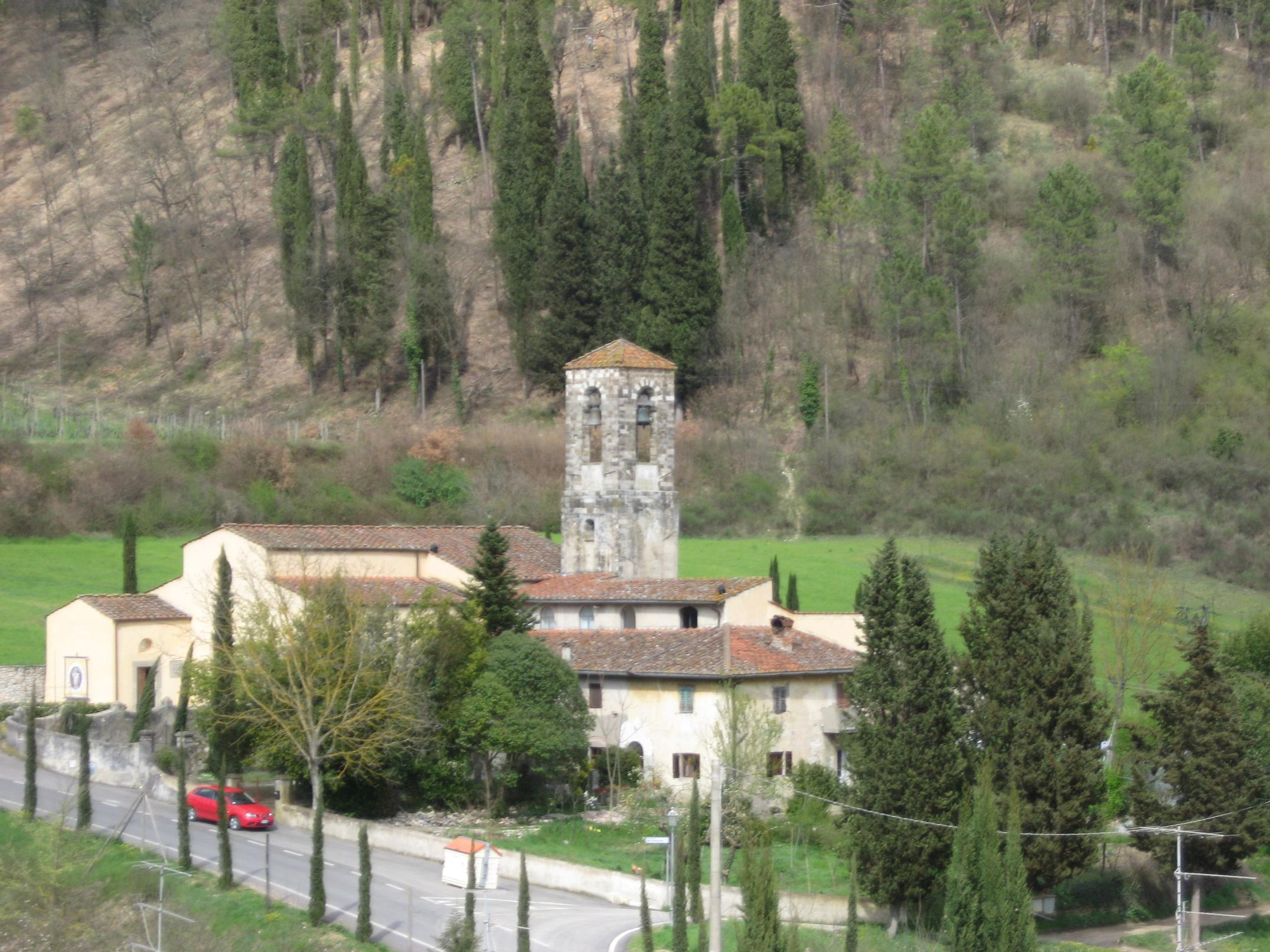
Pieve di San Leolino

### Architetture religiose
Il territorio di Rignano si caratterizza per la prevalente presenza di chiese di origine romanica, ed alcune di esse mostrano ancora elementi architettonici di quell'epoca. Il Monastero di Rosano ha addirittura un'origine preromanica non più visibile mentre le due pievi a cui facevano capo i due pivieri del territorio, San Leolino a Rignano e San Lorenzo a Miransù, hanno entrambe origini nell'XI secolo. Scarsa è l'architettura gotica, visibile solo nella Badiuzza e nella Cappella del cimitero di Miransù, assente l'architettura rinascimentale se si escludono parziali interventi interni, mentre non si hanno molti esempi neanche dell'architettura barocca, se si eccettua il raffinato interno di San Cristoforo in Perticaia.
- Pieve di San Leolino: la pieve millenaria, che è sempre stata punto di riferimento per il territorio rignanese che guarda verso il Pratomagno, conserva la struttura romanica nella parte terminale e nella torre campanaria ed al suo interno sono diverse opere d'arte, tra cui un fonte battesimale esagonale di terracotta invetriata attribuito a Benedetto e Santi Buglioni (1510–1520 circa).
- Chiesa di Santa Maria Immacolata: la chiesa fu costruita nel 1954 nel centro del paese, per sostituire la Pieve, giudicata troppo piccola e inoltre rimasta chiusa per molti anni.
- Pieve di San Lorenzo a Miransù, l'altra importante pieve romanica del territorio settentrionale dell'odierno comune, meglio conservata di quella di Rignano, si presenta oggi vuota, perché le opere che vi erano sono state trasferite in altre chiese.
- Il monastero di Santa Maria a Rosano, ancora abitato da una comunità di clausura, si vuole fondato nell'anno 780[17], data che ne fa una delle più antiche abbazie della Toscana, anche se è documentato dal secolo XI. La chiesa è stata restaurata nel XVI e nel XVIII secolo, ma conserva una parte delle strutture del XII secolo e diverse opere d'arte.
- Chiesa di Santa Maria a Novoli: si trova nella località omonima ed è di origine romanica, seppur con facciata posteriore. Non risulta più utilizzata per le funzioni religiose.
- Chiesa di San Cristoforo in Perticaia, documentata fin dalla prima metà del secolo XI, fu riccamente decorata nel Quattrocento come dimostrano alcune tracce di affreschi, ma il suo attuale elegante assetto, sia strutturale che decorativo, risale al Settecento.
- La chiesa di San Pietro in Perticaia, anch'essa romanica, conserva nel semplice interno un Crocifisso ligneo di pregevole fattura di scuola fiorentina (fine XV secolo - inizi XVI secolo).
- Chiesa di Santo Stefano a Le Corti: di origine medievale, è stata recentemente restaurata e conserva all'esterno un bel paramento in pietra e un'interessante facciata rimaneggiata in epoca barocca.
- Chiesa di Santa Maria degli Ughi, detta "Badiuzza", è l'unica chiesa del territorio rignanese costruita in età gotica, come si vede dalla finestrella archiacuta dell'abside piatta.
- Chiesa di Santo Stefano a Torri: forse risalente al Duecento, fu ristrutturata ed ampliata nel 1872 e decorata nel 1932 con piacevoli decorazioni neomedievali.[18]
- La piccola chiesa di San Michele a Volognano all'interno del borgo omonimo, ripristinato alla fine del XIX secolo; in quell'occasione fu dotata del campanile a torre. Conserva notevoli opere d'arte, di Mariotto Albertinelli e della bottega di Andrea del Sarto.
- Chiesa di san Donato in Collina: risalente al XII secolo, a lungo patronato dei Rinuccini, venne ristrutturata nel XIX secolo.

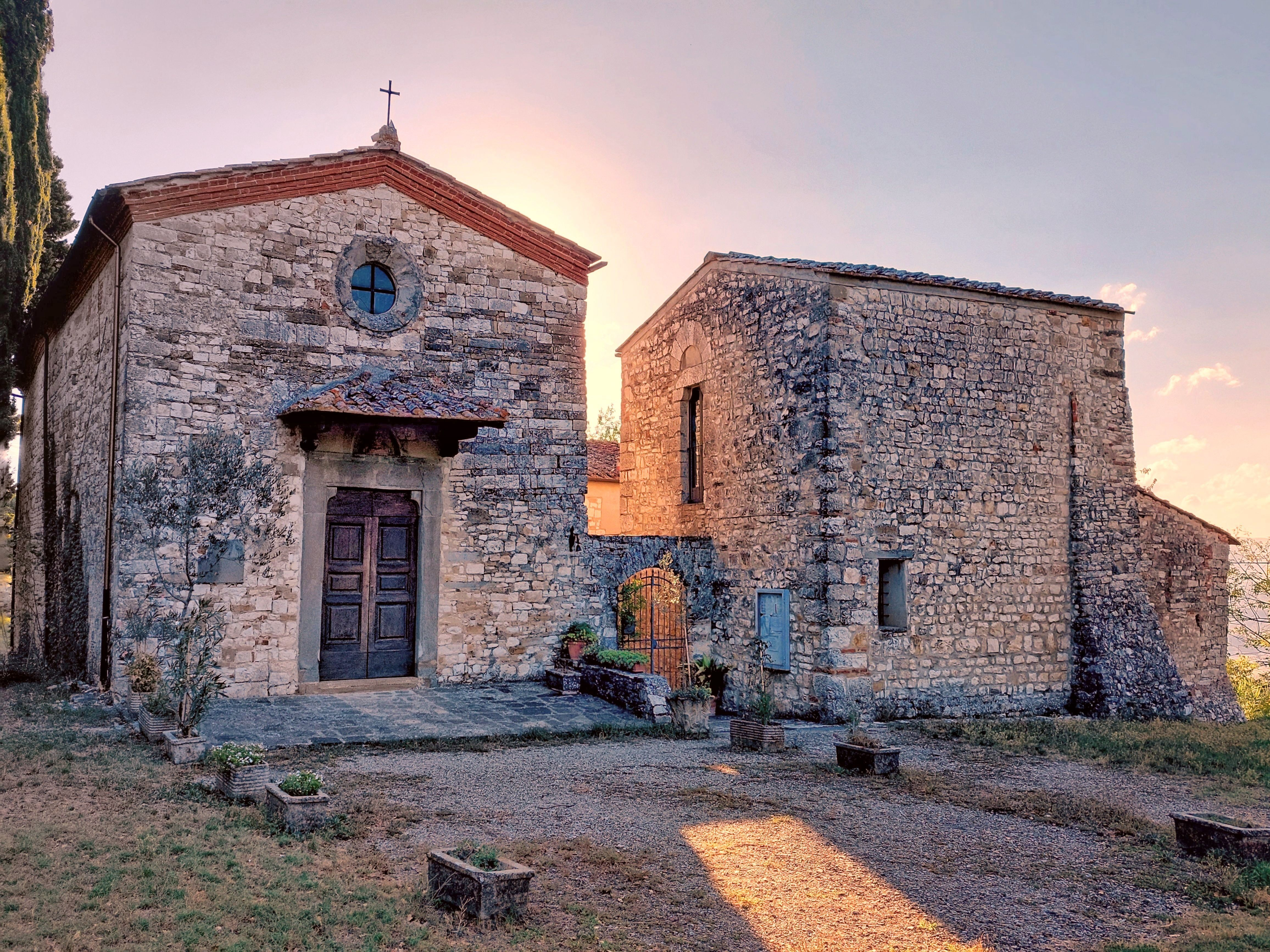
Chiesa di San Pietro in Perticaia

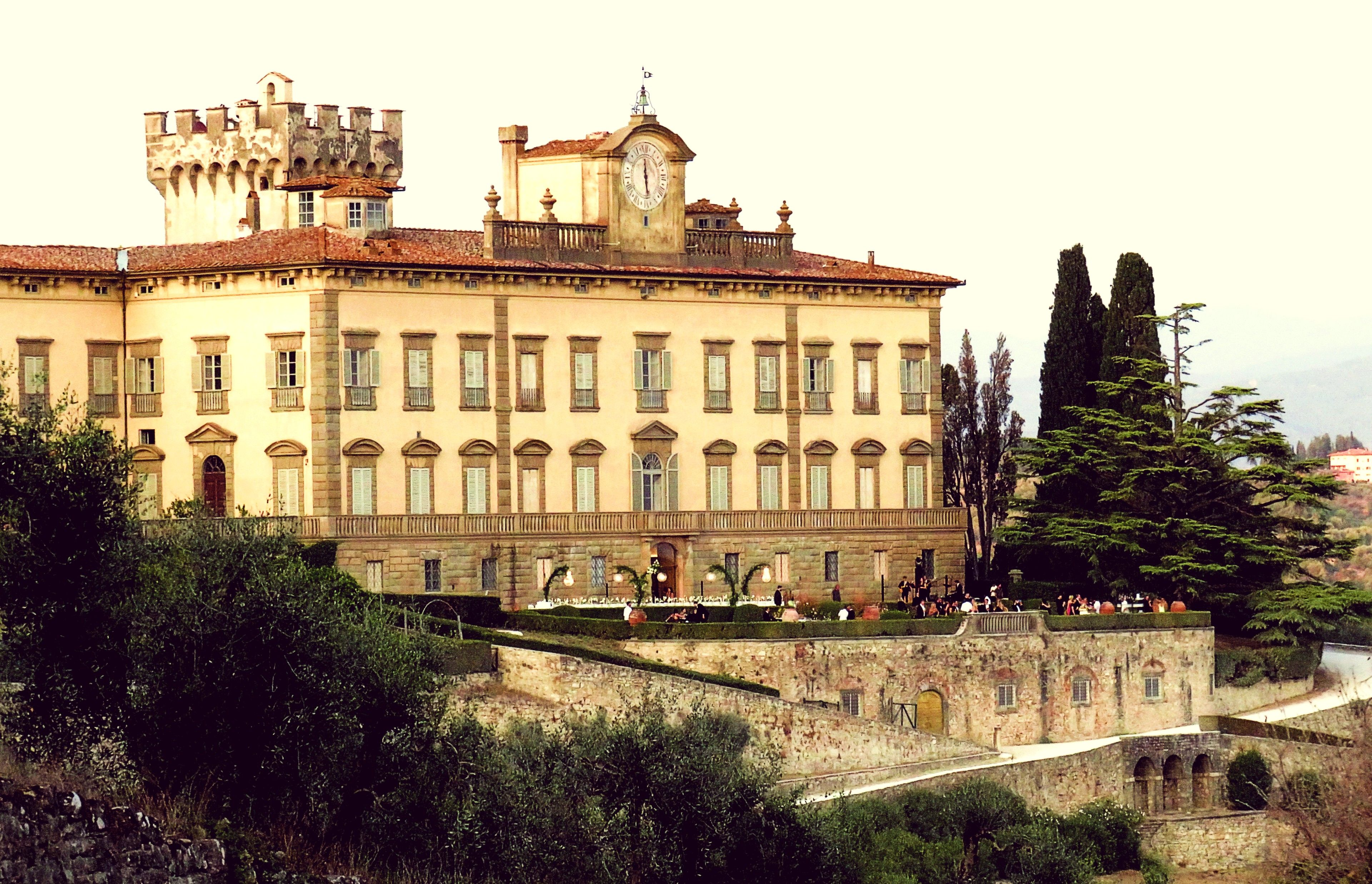
Villa di Torre a Cona

### Architetture civili
- Villa di Fontepetrini: la villa, rimaneggiata più volte, conserva parte dell'aspetto rinascimentale.
- Villa di Poggio Francoli, grande villa cinquecentesca costruita su progetto di Bernardo Buontalenti (1578-83), che conserva in sostanza le originali strutture rinascimentali.
- Villa del Poggiolino: interessante villa cinquecentesca ancora ben conservata.
- Villa La Chiocciola: antica residenza prima dei Bonistalli, poi degli Altoviti.
- Villa Torre a Cona in località San Donato in Collina, grandiosa e in posizione spettacolare, si presenta nel suo aspetto settecentesco.
- Villa di Castiglionchio (o Castellonchio), già castello, conserva molte interessanti strutture antiche.

### Architetture militari
- "Castelluccio" di Rignano: un castello era posto nella collina detta "Poggio del Castelluccio" sopra la Pieve di San Leolino e l'attuale cimitero. Del "castello novo de Rignano", risalente almeno all'XI secolo, grazie a scavi archeologici oggi si possono vedere alcune vestigia, tra cui l'antica cisterna e parte delle mura difensive[19].
- Torre del Pian dell'Isola: la torre medievale svetta presso l'Arno, a guardia della pianura.
- Castello di Montecorneto: sulla collina sopra Bombone, era uno dei più importanti castelli della zona. Oggi proprietà privata, mostra integra una parte della struttura medievale.
- Castello di Volognano, antico castello che si presenta oggi nell'aspetto datole dalle ristrutturazioni ottocentesche.

### Opere d'arte
Il capoluogo presenta un piccolo nucleo di opere d'arte contemporanea collocate in diversi punti del paese:
- Chimera, di Mirko Basaldella, 1954, posto in via Unità italiana.
- Poseidone che dona un cavallo ad Atena, di Aligi Sassu, 1996, sito nella fontana in Piazza XXV Aprile.
- Mappa. Dal cielo alla terra, di Nicoletta Gemignani e Laura Repetti, 2013, in Piazza Aldo Moro.
- Papaveri alti alti, di Simone Scopetani, 2016, collocato nei giardini presso via della Pieve.

## Società

### Evoluzione demografica
Abitanti censiti

### Etnie e minoranze straniere
Secondo i dati ISTAT al 31 dicembre 2010 la popolazione straniera residente era di 596 persone. Le nazionalità maggiormente rappresentate in base alla loro percentuale sul totale della popolazione residente erano:
- Romania 150 1,71%
- Albania 142 1,62%

## Economia
L'economia del paese era basata fino a qualche decennio fa sulla produzione cementizia che derivava dallo sfruttamento delle cave, sotto l'impresa di Aristide Bruschi.
Notevole importanza ebbero anche la produzione tessile, nonché, ovviamente, quella agricola, basata sulla coltivazione dell'ulivo e della vite.
Oggi il paese ha un'importante zona industriale, con fabbriche nel campo della meccanica, della falegnameria e della manifattura del cotto. Il ponte di Pian dell'Isola collega tutta l'area di nuovo sviluppo all'Autostrada A1 Milano-Napoli (casello di Incisa).

Sul territorio comunale è inoltre da rilevare la presenza di alcune grandi firme del campo della moda e la vicinanza dei due distretti outlet "The Mall" e "Dolce&Gabbana" che, seppur posti rispettivamente nel territorio reggellese e quello incisano, fanno riferimento ai servizi di trasporto pubblico offerti da/per la Stazione di Rignano sull'Arno-Reggello.
Sempre sul territorio comunale, a monte della frazione di Rosano, è presente l'Area Produttiva Molinuzzo che ospita anch'essa numerose aziende.

## Infrastrutture e trasporti

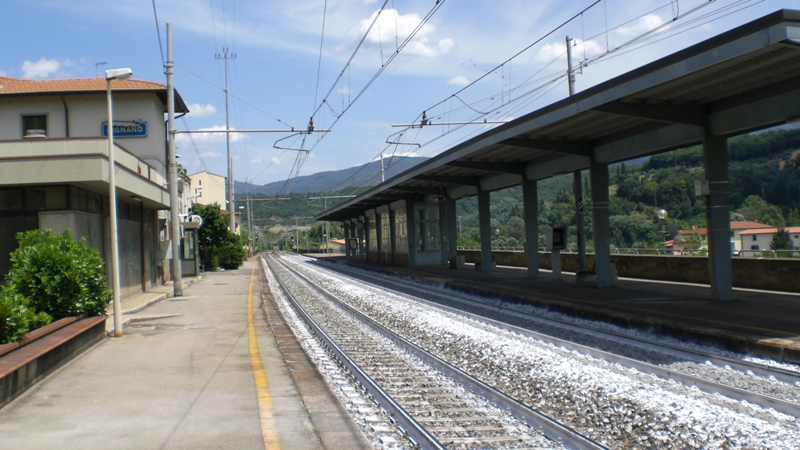
Stazione ferroviaria

### Strade
Rignano sull'Arno si trova a pochi chilometri dallo svincolo Incisa-Reggello lungo l'autostrada A1/E45. È raggiungibile dalla vicina SR69, mentre il territorio comunale è attraversato dalle strade provinciali numero 1 (Aretina per San Donato), 18 (Braccio di San Clemente), 89 (del Bombone) e 90 (Torri – Volognano - Rosano). Dal 2021 una circonvallazione (SP89 bis del Pian dell'Isola) è a servizio del capoluogo.

### Ponti
Un ponte collega il capoluogo a San Clemente, connettendo il paese alla SR 69. A sua volta il ponte di Rosano collega la frazione all'abitato di Pontassieve.

### Ferrovie
Rignano sull'Arno è ben servita dalla stazione che si trova nel centro del capoluogo.
Ci sono frequenti collegamenti con Arezzo, Firenze e Prato che permettono di raggiungere le località del Valdarno e dell'area metropolitana fiorentina.

## Amministrazione
Il Comune di Rignano sull'Arno ha aderito all'Unione di comuni Valdarno e Valdisieve fin dal 2010, uscendone nel 2016.
I Sindaci dal 1944

### Frazioni
Secondo lo statuto la circoscrizione del Comune è costituita dal capoluogo Rignano sull'Arno e dalle seguenti principali località: Bombone, Castellonchio, Cellai, Le Corti, Le Valli, Rosano, Salceto, San Donato in Collina, San Martino, San Piero, Santa Maria, Sarnese, Torri, Troghi, Volognano.
Oltre alle frazioni ufficiali, è nota anche la località di Pian dell'Isola dove si è sviluppata la zona industriale del capoluogo.

### Gemellaggi
Rignano sull'Arno è gemellata con:
- Groß-Zimmern, dal 2010

Rignano sull'Arno ha stretto patti d'amicizia con:
- Aguenit (Sahara Occidentale)
- Stazzema, dal 2019[33]

## Sport
Nel comune hanno sede tre società di calcio e due campi comunali: l'A.S.D Rignano Calcio, che milita nel campionato di terza categoria e ha sede e gioca nel capoluogo nell'impianto dedicato a Davide Astori e la Tro.Ce.Do che - sommando l'esperienza calcistica delle frazioni di Troghi, Cellai e San Donato in Collina - gioca nello stadio comunale "Giuseppe Impastato" di Troghi gestito dalla società Vigor molto nota anche nel calcio femminile.
Nel capoluogo è presente una piscina comunale, oltre a un palazzetto polivalente che ospita le attività locali di pallacanestro e pallavolo. Sono presenti diversi campi da tennis gestiti da un'associazione sportiva.
Altre attività sportive diffuse sono il ciclismo e il podismo.

## Storia Naturale
Informazioni dettagliate di carattere geologico si possono avere consultando il Foglio n°106, Firenze, del Servizio Geologico d'Italia.
Le prime escavazioni, nella zona sovrastante il paese di Rignano sull'Arno, furono effettuate nella seconda metà del 1800 per l'estrazione di pietre litografica.
Successivamente, come riportato nel paragrafo inerente alla Storia, l'estrazione di pietra alberese fu utilizzata per la produzione di cemento. I lavori minerari, effettuati a cielo aperto ma soprattutto in galleria, seguivano gli strati utili alla produzione cementizia "scansando" i livelli ove era presente l'arenaria.